# هنري إس. فيتش
هنري إس. فيتش (بالإنجليزية: Henry Sheldon Fitch)‏ هو عالم حيوانات وكاتب أمريكي، ولد في 25 ديسمبر 1909 في أوتيكا في الولايات المتحدة، وتوفي في 8 سبتمبر 2009 في ستيلووتر في الولايات المتحدة.